# 新潟県道319号赤玉両津港線
新潟県道319号赤玉両津港線（にいがたけんどう319ごう あかだまりょうつこうせん）は、新潟県佐渡市内を通る一般県道である。

## 概要

### 路線データ
- 起点：新潟県佐渡市赤玉字長面（新潟県道45号佐渡一周線交点）
- 終点：両津港（新潟県佐渡市両津夷）

## 地理

### 通過する自治体
- 新潟県佐渡市

### 接続する道路
- 新潟県道45号佐渡一周線（起点：佐渡市赤玉字長面、「赤玉郵便局」北東）

この間冬季閉鎖区間あり（場所：佐渡市赤玉 - 下久知、距離：9.9km、期間：12月上旬 - 5月中旬、迂回路：県道45号佐渡一周線）
- 新潟県道45号佐渡一周線（佐渡市下久知（「佐渡市立河崎小学校」北西） - 夷七ノ町交差点で重複）
- 新潟県道65号両津真野赤泊線（両津支所前交差点）（「県道45号」重複区間）
- 国道350号（両津支所前交差点 - 夷七ノ町交差点で重複）
- 新潟県道40号両津港線（夷七ノ町交差点 - 両津港（終点）で重複）
- 佐渡市道（終点：佐渡市両津夷、両津港）

### 周辺
- 両津湾
  - 両津港（重要港湾・特定港）
    - 佐渡汽船旅客ターミナル

  - 加茂湖（日本百景）
  - 海上保安庁 第九管区海上保安本部 新潟海上保安部 佐渡海上保安署
- 新潟県警察 佐渡東警察署
- 佐渡市役所 両津支所（旧・両津市役所）
- ハローワーク佐渡（佐渡公共職業安定所）
- 佐渡市立東中学校
- 佐渡市立河崎小学校
- 佐渡市立両津小学校
- 第四北越銀行 両津支店
- 第四北越銀行 両津中央支店
- 赤玉郵便局
- 河崎郵便局
- 両津郵便局